# 6시간
"6시간"(6 Hours)은 대한민국에서 제작된 문성혁 감독이 2009년에 제작한 영화이다. 또한 6시간은 김태훈 등이 주연으로 출연하였고, 한상범 등이 제작에 참여하였다.

## 출연

### 주연
- 김태훈
- 김효주

### 조연
- 장재권
- 추민영
- 이서문

## 기타
- 조명: 한민철
- 음향: 김남용
- 동시녹음: 김남용
- 미술: 이재성